# تسیکهوزن
تسیکهوزن (به آلمانی: Zickhusen) یک شهر در آلمان است که در نوردوست‌مکلنبورگ واقع شده‌است. تسیکهوزن ۶۱۶ نفر جمعیت دارد.